# Grigore Mărăcuță
Grigore Stepanovici Mărăcuță (în rusă Григорий Степанович Маракуца) (n. 15 octombrie 1942, satul Teiu, raionul Grigoriopol) este un om politic moldovean din Transnistria, care în perioada 1991-2005, a îndeplinit funcția de președinte al Parlamentului autoproclamatei Republici Moldovenești Transnistrene.

## Biografie
Grigore Mărăcuță s-a născut la 15 octombrie 1942 în satul Teiu (raionul Grigoriopol), fiind de etnie moldovean. În 1960, după absolvirea școlii secundare din satul Parcani, a urmat cursurile Școlii de mecanizare a agriculturii din Dubăsari.
La absolvirea acesteia în 1961, a lucrat ca tractorist și șofer de combină în Kazahstan. În 1968 a absolvit Institutul Agricol din Zelinograd, obținând calificarea de inginer electrician.
Se reîntoarce în Transnistria în 1971, în raionul Camenca, unde activează ca director-adjunct al Centralei de electricitate a raionului Camenca (1971-1981) și ca instructor al comitetului raional al Partidului Comunist din RSS Moldovenească. Ulterior este numit în funcția de vicepreședinte al Consiliului deputaților poporului din raionul Camenca și prim-secretar al Comitetului raional de partid Camenca (1981-1991).
Mărăcuță a participat la proclamarea 2 septembrie 1990 a independenței Republicii Sovietice Socialiste Moldovenești Transnistrene. El a deținut apoi funcții de conducere în republica separatistă transnistreană, fiind unul dintre politicienii din Transnistria cu experiență importantă de activist comunist.
Ales în noiembrie 1990 ca deputat în Sovietul Suprem al autoproclamatei Republici Moldovenești Transnistrene, Mărăcuță a fost ales la 30 ianuarie 1991 ca președinte al parlamentului republicii separatiste și reales în ianuarie 1996 și 2000. A candidat la alegerile prezidențiale din Transnistria din 1 decembrie 1991, obținând 31% din voturi și clasându-se pe locul doi după Igor Smirnov.
Mărăcuță ste membru al Partidului Republican din Transnistria („Respublika”), aliat cu președintele Igor Smirnov. După ce s-a aflat la putere timp de 15 ani, Partidul Republican a fost înfrânt la alegerile parlamentare din 11 decembrie 2005. Mărăcuță și-a păstrat mandatul de deputat, însă partidul său a pierdut majoritatea în parlament iar Mărăcuță a trebuit să renunțe la funcția de președinte al parlamentului separatist. În decembrie 2005, a fost ales ca președinte al Parlamentului politicianul Evgheni Șevciuk, membru în Partidul Reînnoirii („Obnovlenie”).
În decembrie 2005, deputatul Grigore Mărăcuță a fost ales în funcția de reprezentant special al Sovietului Suprem pentru relații interparlamentare. Pentru merite în sprijinirea independenței republicii separatiste Transnistria, i-au fost conferite Ordinul Republicii, Ordinul de Onoare, Ordinul Sf. Serghei de Radonej, medaliile „Pentru dezvoltarea terenurilor necultivate”, „Pentru muncă susținută” și alte câteva distincții.
A obținut titlurile academice de doctor în drept, grand doctor în filosofie, profesor, academician al Academiei Ruse de Științe ale Naturii etc.
În 2004, Uniunea Europeană l-a inclus pe o listă a transnistrenilor cărora li s-a interzis călătoria în spațiul UE, fiind considerat răspunzător de împiedicarea progresului în vederea unei soluționări politice a conflictului transnistrean din Republica Moldova . Pe baza reexaminării Poziției comune 2004/179/PESC, la data de 25 februarie 2008, Consiliul Uniunii Europene a considerat că este oportun ca numele său să rămână în continuare pe lista persoanelor indezirabile în țările UE .
Grigore Mărăcuță locuiește în orașul Tiraspol, este căsătorit și are doi copii.

## Citat
„Stalin nu ne-a întrebat nici pe noi, nici pe oamenii care locuiesc în Moldova și a făcut acest lucru (anexarea Transnistriei la Republica Moldova - n.n.) în anul 1940. Noi am trăit 50 de ani împreună, fiindcă era Uniunea Sovietică și nu prea avea importanță în cadrul cărei republici te afli. După ce s-a desființat această țară însă, locuitorii de aici au dreptul să împărtășească aceleași valori ca și buneii și părinții lor .”—Grigore Mărăcuță